# Станимирови
Станимирови – род от Габрово, за който има документирани данни че е съществувал още в XV век. Името на Станимир - син на Георги, син на Стоян се среща в подробния опис на дервентжиите от Габрово от 1515 г., които имат данъчни привилегии, получени със свещена султанска заповед. Данните се потвърждават и от следващия регистър - от 1554 г. Следващите данни са за търговеца на ковашки стоки Станимир (Станимер), роден в края на 17 век. Неговият син Петко Станимер е автор на т.нар.Станимиров писмовник от 1783 г. - един от най-старите славянски ръкописи от Габрово. Неговият син Стани Станимиров в първите години на 19 век донася от трансилванския град Брашов в Габрово първия гайтанджийски чарк в Габрово. Започва да произвежда чаркове и става майстор, подписва се Станимир чаркчи. Потомци на майстор Станимир са иконом Стефан Станимиров- активен участник в борбите за църковна независимост, Станимир Станимиров- църковен историк и възпитател на бъдещия цар Борис III и брат му княз Кирил, генерал Никола Станимиров-началник на Лейбгвардейския на Н.В. конен полк и др. В Габрово има улица „Станимирова“, наречена на рода, а в София – улица на името на Станимир Станимиров. Днес родът Станимирови има клонове в Габрово, Плевен и София.
Източници:
- 1. Д-р Петър Цончев: Из стопанското минало на Габрово(1929) Из културното минало на Габрово (1934)
- 2. БИА при НБКМ – Търговски тефтер на Стефан Станимиров
- 3. Цонева, Д. Духовна култура, 2003 кн.4. Габровският род Станимирови и приносът му за утвърждаване ролята на БПЦ
- 4. Опис на славянските ръкописи в Софийската Нар. библитека т. 4 (С 1980) – М.Стоянов, Хр. Кодов
- 5. НБКМ – Ориенталски отдел 97/12
- 6. Пурел, Милка. Габровци и стопанският подем (ИК Експрес, Габрово 2008 г.)
- 7. Колева, Петрана. Априловски свод – енциклопедия (Бълг. енциклопедия БАН, 2009 г.)
- 8. Първанова, Мариана. Неизвестното за известни български родове, т.III (С 2010)